# Regina Freitas

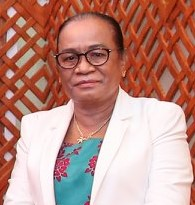
Regina Freitas (2020)

Regina Freitas (* 15. Mai 1960 in Osso Huna, Baucau, Portugiesisch-Timor) ist eine Politikerin aus Osttimor. Sie ist Mitglied der Partidu Libertasaun Popular (PLP).

## Werdegang
Freitas schloss 1974 die Schule nach der vierten Klasse ab. Von 1975 bis 1978 war sie aktives Mitglied in der FRETILIN und ihren Frauen- und Jugendorganisationen OPMT und OPJT. Von 1979 bis 1992 beteiligte sie sich im Netzwerk des Widerstands gegen die indonesische Besatzung als Mitglied in der Logistik. 1993 wurde sie stellvertretende Logistikkoordinatorin für die Widerstandsregion III. Im Conselho Nacional de Resistência Timorense (CNRT) wurde sie 1998 schließlich zur Leiterin der Logistik. Die Indonesier verließen 1999 das Land.

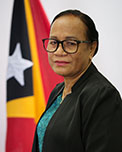
Offizielles Parlamentsfoto von Freitas

2003 gründete Freitas die Schule Heróis da Pátria und 2006 die Vorschule der Aldeia Lacoto in Balibar. Von 2003 bis 2005 war sie Chefin der präsidialen Residenz unter Präsident Xanana Gusmão. 2007 war sie Mitglied der Kommission zur Verbreitung von Informationen über AIDS in Osttimor. 2008 gründete Freitas die Firma Dolaide Unipessoal Lda. Von 2009 bis 2012 unterstützte sie als Finanzdirektorin der von ihr gegründeten „Fretilin Resistência“ Taur Matan Ruak bei seiner Kandidatur zum Präsidenten. 2015 sammelte Freitas mit der Fretilin Resistência in ganz Osttimor Unterstützungsunterschriften für die Gründung der PLP ein. 2016 wurde sie Vertreterin der Frauen der Gemeinde Dili in der PLP und Direktorin der Abteilung Sozialhilfe und Gesundheit der Câmera de Comércio e Indústria de Timor-Leste (CCI-TL).
Bei den Parlamentswahlen 2017 stand Freitas noch chancenlos auf Platz 54 der Liste der PLP. Bei den vorgezogenen Neuwahlen 2018 stand sie aber auf Platz 30 der Aliança para Mudança e Progresso (AMP), zu der auch die PLP gehört, so dass ihr der Sprung in das Parlament gelang. Am 14. Juni wurde Freitas als zweite Stellvertreterin der Sekretärin in das Parlamentspräsidium gewählt. Außerdem wurde sie Mitglied in der Kommission für Wirtschaft und Entwicklung (Kommission D). Bei den Parlamentswahlen 2023 trat Freitas nicht mehr an.